# Heiti
Un heiti (nórdico antiguo e islandés moderno heiti pl. heiti), "nombre, apelativo, designación, término", es un sinónimo usado en la poesía escáldica que sustituye a una palabra normal. Por ejemplo, los poetas nórdicos deberían usar jór ("corcel") en lugar del prosaico hestr ("caballo").

## Heiti y kenning
En el sentido moderno, los heiti se distinguen del kenning en que heiti solo implica una palabra simple, mientras que el kenning es un embellecimiento de palabras para componer la forma de la frase o la palabra compuesta; por lo tanto mækir es un heiti para "espada" (la palabra usual en prosa es sverð), mientras que gran hlífar o "amargura del escudo" y ben-fúrr o "fuego herido" son kennings para "espada".
No obstante, el escaldo Snorri Sturluson, escritor y poeta islandés del siglo XIII, entendió el heiti en un sentido más amplio que incluso pudo incluir kennings. Snorri usaba palabras simples, poesía y ókend heiti ("términos incalificables") y estos los distinguió de las circunlocuciones, kend heiti ("términos calificados"), es decir kennings.

## Tipos de heiti
Algunas palabras heiti no se encuentran fuera de un verso, por ejemplo firar, uno de los numerosos sinónimos para menn ("hombres, gentes"). Otros son comunes en prosa usados por los poetas bajo un sentido especializado, como salt para decir sjár ("mar").
Los heiti tuvieron diversos orígenes. Algunas eran palabras arcaicas: jór "steed", otras son palabras prestadas: sinjór ("señor" del latín senior, probablemente derivado del francés antiguo seignor). Se usaban bastantes tipos de sinécdoques y metonimias: barð ("parte de la proa de un barco") para un "barco" en todo su conjunto; gotnar ("godos") para "hombres" o "gentes" en general; targa (un tipo de escudo), para "escudo" en general; stál ("acero") para "armas, guerra". Algunos pocos heiti se usaban metaforicamente: hríð ("tormenta") para el "atacar, (inicio de la) batalla". Otros eran nombre propios: Hrotti, Lævateinn, Mistilteinn y Tyrfingr que eran espadas propiedad de héroes legendarios. También hubo heiti para individuos específicos, especialmente dioses (como Grímnir, Fjölnir, Viðrir y muchos más para Odín).
Hubo una gran cantidad de heiti para ciertos conceptos que los poetas a menudo usaban, como "hombre", "mujer", "jefe", y término para armamento. Nombres de los sækonungar ("reyes del mar") que fueron caudillos piratas de leyenda constituyen otra amplia categoría. De estos se formaron kennings para "mar" y "barco", como Rakna bifgrund ("Tierra sacudida de Rakni") para el "mar" o Þvinnils dýr ("Bestia de Thvinnil") para el "barco".

## Paralelismos
De forma análoga, y en algunos casos de términos cognitivos, se encuentran en formas tradicionales de la poesía germánica, por ejemplo inglés antiguo guma, secg : nórdico antiguo gumi, seggr ("hombre"); inglés antiguo heoru, mēce : nórdico antiguo hjörr, mækir ("espada"). Muchos otros idiomas, antiguos y modernos, han tenido un vocabulario específico poético más o menos extraído de la retórica diaria, a menudo derivado en formas similares de los heiti del nórdico antiguo. 

## Rey del mar
Según Nafnaþulur Heiti era un caudillo vikingo y rey del mar.